# María Pachón Monge
María Pachón Monge (la Zarza, província de Huelva, 1981) és una militar de l'Exèrcit de l'Aire espanyol que ha atret l'atenció mediàtica sent considerada la primera transsexual de l'Exèrcit espanyol. En diverses entrevistes que ha concedit, considera que la societat espanyola té camí per recórrer en el camp de la igualtat del col·lectiu LGBT. El 2006 va ingressar a l'exèrcit després de sotmetre's, l'any anterior, a una operació de reassignació de sexe. Havia començat la transformació a dona el 2002 amb els primers estudis clínics i psicològics. El 2015 va rebre un premi Transexualia. Ha estat nomenada responsable de l'àrea LGBTI+H del Centre UNESCO de la Comunitat de Madrid. Resideix a Madrid.